# La Pastora
La Pastora är en ort i Mexiko.   Den ligger i kommunen Huejutla de Reyes och delstaten Hidalgo, i den sydöstra delen av landet, 190 km norr om huvudstaden Mexico City. La Pastora ligger 658 meter över havet och antalet invånare är 408.
Terrängen runt La Pastora är kuperad åt nordost, men åt sydväst är den bergig. Runt La Pastora är det ganska tätbefolkat, med 248 invånare per kvadratkilometer. Närmaste större samhälle är Huejutla de Reyes, 13,8 km nordost om La Pastora. I omgivningarna runt La Pastora växer i huvudsak städsegrön lövskog.